# Nicoleta Căruțașu
Nicoleta Căruțașu (născută Vornicu, n. 14 februarie 1964) este o fostă atletă română, specializată în proba de 400 m garduri.

## Carieră
Sportiva este multiplă campioană națională. În anul 1981 a participat la Campionatul European de Juniori de la Utrecht. La Universiada din 1985 ea a ocupat locul cinci. În 1987 a cucerit medalia de argint la Universiada de la Zagreb și la Universiada din 1991 de la Sheffield a câștigat din nou argintul.
Nicoleta Căruțașu a participat și la Campionatele Europene din 1986 și 1990, la Mondialele din 1991 și 1993 și la Jocurile Olimpice din 1992 de la Barcelona dar nu a reușit să se califice în finală.

## Recorduri personale
| Probă         | Performanță | Dată          | Locație |
| ------------- | ----------- | ------------- | ------- |
| 400 m garduri | 54,94       | 26 iunie 1993 | Roma    |

## Realizări
| An   | Competiție                               | Locație                 | Loc | Eveniment | Note    |
| ---- | ---------------------------------------- | ----------------------- | --- | --------- | ------- |
| 1981 | Campionatul European de Juniori (sub 19) | Utrecht, Olanda         | 9   | 400 mg    | 1:00,55 |
| 1985 | Universiada                              | Kobe, Japonia           | 5   | 400 mg    | 56,36   |
| 1985 | Universiada                              | Kobe, Japonia           | 5   | 4x400 m   | 3:36,88 |
| 1986 | Campionatul European                     | Stuttgart, Germania     | 9   | 400 mg    | 55,95   |
| 1987 | Universiada                              | Zagreb, Iugoslavia      | 2   | 400 mg    | 55,35   |
| 1987 | Universiada                              | Zagreb, Iugoslavia      | 5   | 4x400 m   | 3:38,92 |
| 1990 | Campionatul European                     | Split, Iugoslavia       | 12  | 400 mg    | 56,74   |
| 1990 | Campionatul European                     | Split, Iugoslavia       | 11  | 4x400 m   | 3:52,34 |
| 1991 | Universiada                              | Sheffield, Regatul Unit | 2   | 400 mg    | 56,07   |
| 1991 | Universiada                              | Sheffield, Regatul Unit | 4   | 4x400 m   | 3:38,74 |
| 1991 | Campionatul Mondial                      | Tokio, Japonia          | 19  | 400 mg    | 57,26   |
| 1992 | Jocurile Olimpice                        | Barcelona, Spania       | 19  | 400 mg    | 57,18   |
| 1993 | Campionatul Mondial                      | Stuttgart, Germania     | 15  | 400 mg    | 56,61   |